# Maxime Weygand
Maxime Weygand (21 de gener de 1867 - 28 de gener de 1965), va ser un oficial superior francès de l'Exèrcit de França. Va exercir comandament militar durant les dues guerres mundials. Probablement va ser fill de Carlota de Bèlgica, que va ser emperadriu de Mèxic.

## La seva vida
Va néixer a Brussel·les (Bèlgica), estant els seus orígens embolicats en el misteri. Algunes teories proposen que la seva mare va ser l'emperadriu Carlota de Mèxic, o que aquesta el va rebre d'una dona polonesa. Des de jove es va traslladar a França i va ingressar a l'acadèmia militar de Saint-Cyr, on es va graduar en 1887. Va adoptar la ciutadania francesa i va començar la seva carrera militar.
Durant la Gran Guerra va ser cap d'estat Major del general Foch, destacant per la seva habilitat per traduir els desitjos d'aquest en ordres clares i precises. En aquest lloc va assistir a les més importants operacions de guerra contra l'Alemanya imperial (batalla del Marne, batalla de Verdun i batalla del Somme, entre altres).
Durant el període final de la Gran Guerra va ser enviat a Polònia per donar suport a aquest país en la seva lluita contra la Unió Soviètica. L'abril de 1923 va ser nomenat Alt Comissari de Síria, càrrec que va exercir fins al novembre de 1924, quan va entrar al Consell superior de guerra. El 1925 va passar a dirigir el Centre d'alts estudis militars. El 1930 fou promogut a cap de l'estat major general de l'Exèrcit i fou vicepresident del Consell superior de guerra, càrrec des d'on va denunciar el perill hitlerià i va condemnar el desarmament. El 1935 es va retirar del servei actiu, però en esclatar la Segona Guerra Mundial el govern francès va requerir novament els seus serveis. En conseqüència, el 1939 va assumir el càrrec de cap militar a les colònies franceses de l'Orient Pròxim.

## Generalíssim dels exèrcits de França (1940)
Al maig de 1940 el primer ministre Paul Reynaud el va cridar perquè reemplacés a Maurice Gamelin al capdavant de l'exèrcit francès a la Segona Guerra Mundial. Weygand va assumir el seu càrrec el 18 de maig i el 20 inspeccionar personalment la situació en el front de lluita. Els alemanys havien aconseguit derrotar Països Baixos i mentre el seu Grup d'Exèrcits B mantenia aferrats als Aliats en Bèlgica, el Grup d'Exèrcits A avançava cap al canal de la Mànega per completar una gran maniobra d'encerclament. Weygand es va reunir a Ypres aquest mateix dia (20 de maig) amb el rei Leopold i el general francès Billotte per a coordinar la batalla, i va proposar un atac contra la falca d'avanç alemany. Aquest pla va ser acceptat pels governs de Bèlgica i França però no es va dur a terme per la descoordinació entre els aliats.
Finalment els alemanys van aconseguir arribar al Canal i voltar al gruix de les tropes aliades, encara que un bon nombre de soldats va aconseguir escapar del cèrcol gràcies a l'Operació Dinamo. Quan aquesta batalla va acabar els alemanys es van organitzar per a l'atac final a França. Weygand ja no comptava amb tropes suficients per enfrontar aquesta segona batalla, en especial no tenia tancs i avions. Per tant, va muntar una defensa estàtica, distribuint a les seves forces a "posicions eriçó" al llarg del front del  Marne.
Els alemanys van atacar el 5 de juny i els francesos van resistir en les seves posicions fins al 8 d'aquest mes, però després les forces cuirassades alemanyes van trencar el front i avançar en profunditat cap al sud, cercant o derrotant els defensors. El govern francès va evacuar París el 10 d'agost i els alemanys van entrar a la capital el 14. Aquest dia Weygand es va comunicar amb Reynaud:
| «                                                                                | Continuaré la resistència si m'ho ordena el Govern, però he de dir que hem perdut la guerra. | » |
| — David Solar i altres, Revisió Històrica del Segle XX, la Segona Guerra Mundial |                                                                                              |   |

El govern francès es va instal·lar a Bordeus i els seus integrants van debatre amb els caps militars el camí a seguir. Mentre Reynaud i Charles de Gaulle pretenien que França continués lluitant des de les seves colònies, el mariscal Petain s'inclinava per una capitulació que permetés acabar la guerra, mantenint el control de la marina de guerra i la sobirania sobre les colònies d'ultramar. Weygand va donar suport a Petain.

## En el govern de Vichy
Després de l'armistici, Weygand va ocupar el càrrec de Ministre de Defensa en el govern encapçalat per Petain, fins a setembre de 1940. Després va ser delegat del mateix govern al Nord d'Àfrica.
El novembre de 1942 els alemanys van ocupar la Zona Lliure on funcionava el govern de Petain. Weygand va ser fet presoner i portat a Alemanya, on va estar presoner fins a la fi de la guerra. Els aliats el van jutjar per la seva pertinença al govern de Vichy i per col·laboracionisme, però el 1948 va ser declarat innocent de tota culpa. Posteriorment es va dedicar a escriure les seves memòries. Va morir a París el 1965.

## Curiositats
- Va ser membre de l'Acadèmia Francesa, a la qual va ingressar el 1920.
- Va fundar l'Associació universal dels amics de Joana d'Arc (Association Universelle des Amis de Jeanne d'Arc) amb l'escriptor Pierre virions.[1]
- Weygand apareix en el documentalDivideix and Conquer, tercer film del director Frank Capra, que es va filmar durant la guerra i es va estrenar el 1943. La pel·lícula dura 57 minuts i cobreix els primers anys del conflicte.

## Condecoracions
- Gran Creu de la Legió d'Honor (06/12/24)

- Cavaller (10/07/13)
- Oficial (10/12/14)
- Commandant (28/12/18)
- Gran Oficial (01/09/20).

- Médaille Militaire (08/07/30).
- Creu de Guerra 1914-1918 amb 2 palmes.
- Creu de Guerra dels Teatres d'Operacions Exteriors amb 1 palma.
- Medalla interaliada 1914-1918.
- Medalla commemorativa de la guerra 1914-1918.
- Comandant de l'orde de la Corona (Bèlgica)
- Creu de Guerra (Bèlgica) (Bèlgica).
- Medalla del Servei Distingit a l'Exèrcit (Estats Units).

 Gran cordó de l'orde d'Ouissam Alauita (Marroc)
- Company de l'Orde del Bany (Regne Unit)
- Comandant de l'Orde de Sant Miquel i Sant Jordi (Regne Unit)